# أنجيلو مور
أنجيلو مور (بالإنجليزية: Angelo Moore) هو مغني أمريكي، ولد في 5 نوفمبر 1965 في لوس أنجلوس في الولايات المتحدة.

## وصلات خارجية
- أنجيلو مور على موقع IMDb (الإنجليزية)
- أنجيلو مور على موقع ميوزك برينز (الإنجليزية)
- أنجيلو مور على موقع ديسكوغز (الإنجليزية)
- أنجيلو مور على موقع قاعدة بيانات الفيلم (الإنجليزية)